# Acianthera cogniauxiana
Acianthera cogniauxiana é  uma espécie de orquídea (Orchidaceae) que existe do Equador à Costa Rica.

## Publicação e sinônimos
- Acianthera cogniauxiana (Schltr.) Pridgeon & M.W.Chase, Lindleyana 16: 243 (2001).

Sinônimos homotípicos:
- Pleurothallis cogniauxiana  Schltr., Repert. Spec. Nov. Regni Veg. 3: 246 (1907).

Sinônimos heterotípicos:
- Pleurothallis congruens Luer, Selbyana 2: 391 (1978).
- Acianthera congruens (Luer) Pridgeon & M.W.Chase, Lindleyana 16: 243 (2001).